# Luchthaven Narimanovo
Luchthaven Narimanovo (Russisch: Аэропорт Нариманово) is een luchthaven 8 kilometer ten zuiden van de stad Astrachan in de Russische oblast Astrachan. In 2008 reisden 204.643 passagiers via de luchthaven. Astrakhan Airlines had haar thuisbasis op de luchthaven.
Vliegtuigen tot een maximum startgewicht van 191 ton zijn toegestaan op de luchthaven.

## Geschiedenis
In 1932 werd besloten tot het aanleggen van een landingsbaan ten oosten van de stad Astrachan ten behoeve van de visindustrie. Deze vluchten werden uitgevoerd met de Sjavrov Sj-2, een amfibisch vliegtuig zodat er ook op de Wolga geland kon worden. In 1936 kwam er een dagelijkse verbinding met Moskou. Tevens werd er een kleine houten terminal gebouwd. Deze kleine luchthaven is momenteel in gebruik als racecircuit.
In 1945 werd het militaire vliegveld Stalinist ten zuiden van de stad in gebruik genomen voor de burgerluchtvaart. De naam werd veranderd in Narimanovo. Een terminal met hotel werd in 1953 gebouwd.
Tussen 1963 en 1979 was vliegbasis Volga, de primaire luchthaven van de stad nadat besloten werd dat de landingsbaan verlengd moest worden. Er kwamen verbindingen naar Moskou, Koejbysjev (het huidige Samara) en Sverdlovsk (het huidige Jekaterinenburg).
Een nieuwe terminal met betonnen landingsbaan werd in 1979 aangelegd zodat zwaardere toestellen zoals de Tupolev Tu-134 konden landen. Narimanovo werd in dit jaar weer de primaire luchthaven van Astrachan. In 2008 werd de landingsbaan wederom verstevigd zodat vliegtuigen van het type Boeing 737 op de luchthaven kunnen landen.
De luchthaven is voor 51% in handen van OJSC "Airport" Astrakhan, de overige 49% in particulier eigendom.

## Bereikbaarheid
Luchthaven Narimanovo is vanuit het centrum van Astrachan bereikbaar per marsjroetkalijn 5S, 80S, en 86.